# Semolina Tomic
Semolina Tomic –o Semolinika Tomic– és el nom amb què es coneix Julijana Tomic Fajdetic (1966, Osijek, antiga Iugoslàvia, avui Croàcia), una creadora, actriu, ballarina, música i gestora teatral que viu a Barcelona des de 1985.
Es formà en dansa i interpretació a l'Osijek Institute of Theater, a Croàcia; va estudiar dansa clàssica i contemporània a La Fàbrica, la desapareguda escola del carrer de Perill de Barcelona; i dansa, performance i la tècnica d'Alexander a l'School for New Dance and Theatre Development (SNDO) d'Amsterdam. Ha estudiat música i toca diversos instruments musicals, en especial la bateria, que aprengué al costat de Carles Buira (Boliche).
Després d'arribar a Barcelona el 1985, va marxar a Amsterdam: «hi vaig viure el punk veritable, vaig conèixer les millors escoles d'arts escèniques d'Europa i vaig tornar». De nou a Barcelona, immersa en la cultura underground, va muntar un grup musical, Poppins, i s'incorporà a La Fura dels Baus (1995-2003). Participà amb aquest grup en els espectacles MTM (1994), Manes (1996) i Simbiosis (1997). El 1998 va crear la seva pròpia companyia teatral, Semolinika Teatre i l'espectacle Body Safe(er).
El 2003 va fundar a Barcelona l'Antic Teatre-Espai de Creació, situat en un vell palau neoclàssic, un edifici que calgué reformar i que no estigué completament rehabilitat fins al 2013. N'és la directora artística i ha fet d'aquest petit espai una referència en el teatre independent i experimental. Entretant ha format part del Col·lectiu Atòmic. El 2005 contribuí a crear AdriAntic, una residència per tal que els joves artistes puguin gestar i plasmar els seus projectes. Des del 2016 forma part de la companyia de teatre Societat Doctor Alonso.
La seva línia de treball com a creadora barreja diferents camps artístics: el teatre físic contemporani, la dansa, la interpretació, les actuacions al carrer, les performances d'aire-dansa, les instal·lacions i les noves tecnologies multimèdia aplicades a les actuacions. La seva acció teatral se sosté en la recerca i en el risc de l'experimentació escènica essencial, el live-art, com un fet intrínsec de l'obra, sempre destinada a provocar l'espectador, a no deixar-lo impassible.
El seu art l'ha portada a recórrer un gran nombre de festivals de teatre experimental i sales arreu d'Europa i del món. Destaquen entre molts altres: el Festival de Creació contemporània Escena Poblenou, l'Internacional de Artes Escénicas, a Sevilla, el Dance Week Festival de Zagreb, la New Dance Alliance de Nova York, el Festival d'estiu d'Osijek, el de Mladi Levi, a Ljubljana (Eslovènia).

## Obra
- Body Safe(er). From bondage to freedom, V Part (1999). Companyia Semolinika Tomic. Espectacle sorgit de l'impacte de l'experiència de tornar a Croàcia el 1999, després d'anys d'absència.[13]
- Coto de casa (2004).
- Donde estamos? Geminis i Oxigeno (2005). Dansa.
- Rotten (2005), amb col·lectiu Anatòmic.[14]
- Raw, Multimedia Performance Concert (2005), amb Col·lectiu Anatòmic.
- Sexe, futbol & altres coses importants...
- Lenin is Mine? i Descobrint Lenin a l'Antàrtida (2007). Espectacles multimèdia que neixen després de dos anys d'investigació i interacció amb espais de creació als països de l'Europa Central, de l'Est, Rússia i Espanya.[15]
- Anarchy (2016). Un espectacle inspirat en la revolució anarquista que descriu Orwell a Homenatge a Catalunya i en el moviment punk barceloní, i això es trasllada a l'auditori: 40 espectadores i 40 guitarres, el «públic té la paraula, té el so i té el silenci».[16]

## Premis
El novembre de 2004 va rebre el Premis Sebastià Gasch d'Arts Parateatrals, que atorga el Foment de les Arts i el Disseny (FAD) a propostes innovadores en el món de l'espectacle, «per la resurrecció de l'Antic Teatre, que ha passat de centre cívic abandonat a escenari viu de la creació contemporània.»
Aquell mateix any va rebre també el Premi de la Feria Internacional de Teatro y Danza d'Osca, a la programació més innovadora a Espanya, per la seva gestió de l'Antic Teatre.